# Cyperus microbrunneus
Cyperus microbrunneus är en halvgräsart som beskrevs av Gordon C. Tucker. Cyperus microbrunneus ingår i släktet papyrusar, och familjen halvgräs. Inga underarter finns listade i Catalogue of Life.